# 馮載祥
馮載祥，SBS，JP（1949年2月9日—），香港立法會前秘書長，夫人為香港殘疾人奧委會暨傷殘人士體育協會主席馮馬潔嫻，兒子為勞工及福利局前政治助理馮興禮。
馮載祥於1958年入讀高主教書院小學部，於1966年畢業於高主教書院中五年級，與張永霖為同屆同學，1971年取得香港大學文學士學位，隨即於同年7月5日加入香港政府，先後在政府物料供應處、輔政司署任職二級行政主任。1974年8月27日，馮轉職政務主任，在銓敘科任職。1994年立法局秘書處獨立於香港政府之後，即擔任秘書長一職至2008年。馮載祥曾為三任立法局及立法會主席施偉賢（1993-1995）、黃宏發（1995-1997）、范徐麗泰（1997-2008）身邊服務達14年。

## 榮譽
- 非官守太平紳士 (1997年)
- 銀紫荊星章 (2008年)